# Raka
Una raka (àrab: ركعة, rakʿa, ‘genuflexió; inclinació; prosternació’, plural: ركعات, rakʿāt) és el conjunt de gestos i paraules que componen un cicle complet dintre de l'oració islàmica obligatòria coneguda com salat. Cadascuna de les cinc oracions diàries observades pels musulmans consisteix en una sèrie de rakes.

## Desenvolupament d'unaraka
Després de l'ablució ritual (wudú) i de la declaració interior de la sincera intenció de pregar a Déu (niyya), el creient se situa dempeus i mirant cap a l'alquibla, aixeca les mans a l'alçada de les orelles o les espatlles i diu el takbir: «Déu és més gran». Seguidament recita la sura Al-Fàtiha. Si està fent les dues primeres rakes, tot seguit recitarà les aleies que desitgi de l'Alcorà; en canvi, en la tercera i quarta rakes només es recita Al-Fàtiha. Seguidament, s'inclina mentre diu, tres cops, el tasbih: «Lloat sia el meu Senyor, l'Immens» i es torna a dreçar mentre diu «Déu escolta qui el lloa». Seguidament, després de recitar «Senyor nostre, lloat siguis» i mentre diu un nou takbir, es postra a terra, moment en què pronuncia un nou tasbih: «Lloat sia Déu, l'Altíssim», tres cops, mentre posa el front i el nas a terra amb les mans també a terra a l'alçada de les orelles i els colzes aixecats. Seguidament, mentre diu un nou takbir, el creient s'asseu amb els peus doblegats sota el cos i demana el perdó de Déu: «El meu Senyor em perdoni», dos cops. Mentre diu un nou takbir, torna a fer una prostració amb el triple tasbih i seguidament es posa dempeus amb un nou takbir, amb la qual cosa la raka finalitza. Si està en la segona raka d'un grup de tres o quatre, mentre està assegut sobre els peus i abans de la segona prostració afegirà el taixahhud del mig, que consisteix en dir «Salutacions, pregàries i coses bones a Déu; la pau sigui amb tu, oh Profeta, i la misericòrdia i les benediccions de Déu; la pau sigui amb nosaltres i amb els justos servents de Déu; testifico que no hi ha cap altre déu que Déu i testifico que Mahoma és el seu servent i el seu missatger». Quan s'estigui fent la darrera raka, el creient dirà l'últim taixahhud que és com el taixahhud anterior, però afegint-hi la pregària abrahàmica: «Oh Déu, beneeix Mahoma i la família de Muhàmmad com vas beneir la família d'Ibrahim, i santifica Muhàmmad i la família de Muhàmmad com vas santificar la família d'Ibrahim, en l'univers sencer, visible i invisible; Tu ets lloable i gloriós». Seguidament, girant el cap a la dreta, el creient dirà el taslim: «Que la pau, la misericòrdia i les benediccions de Déu siguin sobre vosaltres» i ho repetirà girant el cap a l'esquerra.

## Nombre derakesobligatòries
Cadascuna de les cinc pregàries obligatòries diàries té un nombre diferent de rakes:
- Pregària del fajr o de l'alba: dues rakes
- Pregària del dhuhr o del migdia: quatre rakes
- Pregària de l'asr o de la tarda: quatre rakes
- Pregària del maghrib o del vespre: tres rakes
- Pregària de l'ixà o de la nit: quatre rakes

A la pregària del migdia dels divendres només es fan dues rakes, en lloc de les quatre dels altres dies de la setmana, si la pregària es fa en comunitat a la mesquita, després de la khutba o sermó del divendres.